# Grande
Grande település Németországban, Schleswig-Holstein tartományban. Lakosainak száma 705 fő (2023. december 31.). Grande Trittau és Großensee (Holstein) községekkel határos.

## Népesség
A település népességének változása:
| Lakosok száma | 343  | 695  | 702  | 680  | 695  | 705  |
|               | 1975 | 2017 | 2019 | 2021 | 2022 | 2023 |